# Rettorato (fascismo)
Il Rettorato fu l'organo autoritario che sostituì il Consiglio provinciale durante il fascismo.

## Storia
Il Rettorato fu istituito dalla legge sulla riforma dell'amministrazione provinciale del 27 dicembre 1928 n°2962, entrata in vigore in seguito alla pubblicazione sulla Gazzetta ufficiale del 7 gennaio 1929.
I rettori erano nominati d'autorità dal Governo per un quadriennio nel numero di 8 per le province con più di 600.000 abitanti, di 6 nelle province intermedie, e di 4 nelle province con meno di 300.000 abitanti. L'ufficio era gratuito. Il Rettorato era presieduto dal Preside, che ne era membro di diritto, e poteva essere commissariato prima della scadenza della carica.
Affidando al Rettorato i poteri del vecchio Consiglio provinciale, la legge gli conferiva un ruolo almeno minimamente reale, seppur nel quadro di un regime a partito unico, al contrario di quanto fatto a livello comunale con la Consulta municipale, organo puramente di facciata.